# Samotetj
Samotetj (ryska: Самотечь) är ett vattendrag i Belarus.   Det ligger i voblasten Minsks voblast, i den centrala delen av landet, 40 km sydväst om huvudstaden Minsk.
Omgivningarna runt Samotetj är en mosaik av jordbruksmark och naturlig växtlighet. Runt Samotetj är det ganska tätbefolkat, med 52 invånare per kvadratkilometer.